# Daniel Duc
Daniel Duc, né le 18 novembre 1933 à Grenoble (Isère) et mort le 26 décembre 2016 à La Tronche, est un footballeur français.

## Biographie
Il évolue au poste de milieu de terrain principalement dans trois clubs du championnat de France (FC Grenoble, Nîmes Olympique et Limoges Football Club), avant de se reconvertir entraîneur, notamment au Football Club Jojo de Grenoble.
Il meurt le 26 décembre 2016.

## Palmarès
- Vice-champion de France en 1958 et 1959 avec le Nîmes Olympique
- Finaliste de la Coupe de France en 1958 avec le Nîmes Olympique